# دی‌جی اسنیک
ویلیام سامی ایتین گریگاسین (فرانسوی: William Sami Étienne Grigahcine‎؛ زاده ۱۳ ژوئن ۱۹۸۶)، که به صورت حرفه‌ای با نام دی‌جی اسنیک (انگلیسی: DJ Snake) شناخته می‌شود، یک دی‌جی و تهیه‌کننده موسیقی فرانسوی است.
قد دی‌جی اسنیک 180cm و نامزد دریافت جایزه  گرمی است و هنرمندی است که با تک‌آهنگ‌های «ماشین پرنده» و «برای چی کم کنم» در سال ۲۰۱۳ پا به عرصه بین‌المللی گذاشت. «ماشین پرنده» حاصل همکاری او با همکار فرانسوی خودش، آلسیا بود. انتشار تک‌آهنگ را مد دیسنت برعهده گرفت. ناشر مستقر در لس آنجلس که توسط دیپلو اداره می‌شود. در فوریه ۲۰۱۳ تک‌آهنگ منتشر شد. در ژوئن ۲۰۱۳ دیپلو از دی‌جی اسنیک برای اجرای میکس زنده در برنامه رادیویی‌ش، «دیپلو و دوستان» دعوت به عمل آورد که از بی‌بی‌سی رادیو ۱ پخش شد.

## اوایل زندگی
دی‌جی اسنیک در حومه شهر پاریس که خود آن جا را یک گتو توصیف می‌کند از یک پدر و مادر الجزایری به دنیا آمد. وی از فیلم نفرت و همچنین هنرمندان هیپ هاپ کی‌آراس-وان و سایپرس هیل به عنوان تاثیرگذاران بر وی در اوایل زندگیش یاد می‌کند. در جوانیش، دی‌جی اسنیک یک گرافیتی کشید، که با آن نام خودمانی "اسنیک (مار)" را کسب کرد. علت نامگذاری این اسم، توانایی همیشگی او در فرار از دست پلیس بود. در رابطه با نام خودش، دی‌جی اسنیک می‌گوید «هنگامی که شروع به دی‌جی‌ای کردم، همه در شهر اول من رو با اسم «اسنیک» صدا زدند. به خودم گفتم «دی‌جی اسنیک، باشه بزن بریم براش.» اسم احمقانه‌ایه، اما الان برای تغییر اون خیلی دیره.» او دی‌جی‌ای را از ۱۴ سالگی شروع کرد و بعداً در ۱۹ سالگی شروع به آهنگسازی کرد. در آغاز حرفه‌ش، دی‌جی اسنیک به اجرا در کلوب‌های مختلف در پاریس می‌پرداخت. در سال ۲۰۰۵ مدیر برنامه‌هایش استیو گونکالوس را ملاقات کرد، کسی که دی‌جی اسنیک را تشویق به ساختن موسیقی خودش کرد.

## حرفه
در سال ۲۰۱۱، دی‌جی اسنیک آهنگسازی آلبوم اینگونه زاده شده‌ام از لیدی گاگا را برعهده گرفت؛ که در فوریه ۲۰۱۲ نامزدی گرمی آلبوم سال را برای او به همراه داشت. دی‌جی اسنیک آهنگساز مشترک ترانه «فاحشه حکومتی» نیز بود که این ترانه به عنوان بهترین ترانه آلبوم پس از انتشار آلبوم توسط طرفداران لیدی گاگا انتخاب شد. قرار بود ترانه به عنوان یک تک‌آهنگ منتشر شود پیش از آنکه اینتراسکوپ رکوردز تصمیم به توقف کردن تبلیغات آلبوم پس از انتشار آن کرد.

## دیسکوگرافی
- دوباره (۲۰۱۶)

## جوایز و نامزدی‌ها

### جایزه گرمی
| سال  | Recipient                               | دسته             | نتیجه    |
| ---- | --------------------------------------- | ---------------- | -------- |
| ۲۰۱۲ | اینگونه زاده شده‌ام (به عنوان تهیه‌کننده) | آلبوم سال        | نامزدشده |
| ۲۰۱۵ | "برای چی کم کنم" (با لیل جان)           | Best Music Video | نامزدشده |

### جایزه موزیک ویدئوی ام‌تی‌وی
| سال  | نامزدی / اثر                   | جایزه                 | نتیجه    |
| ---- | ------------------------------ | --------------------- | -------- |
| ۲۰۱۴ | "برای چی کم کنم" (با لیل جان)> | جایزه کلاب‌لند ام‌تی‌وی  | نامزدشده |
| ۲۰۱۴ | "برای چی کم کنم" (با لیل جان)> | بهترین کارگردانی      | برنده    |
| ۲۰۱۴ | "برای چی کم کنم" (با لیل جان)> | بهترین جلوه‌های ویژه   | نامزدشده |
| ۲۰۱۴ | "برای چی کم کنم" (با لیل جان)> | بهترین کارگردانی هنری | نامزدشده |

### جوایز برگزیده نوجوانان
| سال  | اثر                           | جایزه                          | نتیجه    |
| ---- | ----------------------------- | ------------------------------ | -------- |
| ۲۰۱۴ | "برای چی کم کنم" (با لیل جان) | Choice Music: R&B/Hip-Hop Song | نامزدشده |

### جایزه موسیقی بیلبورد
| سال  | اثر                                                    | جایزه                       | نتیجه    |
| ---- | ------------------------------------------------------ | --------------------------- | -------- |
| ۲۰۱۵ | "برای چی کم کنم" (با لیل جان)                          | Top Dance/Electronic Song   | برنده    |
| ۲۰۱۶ | "You Know You Like It" (with AlunaGeorge)              | Top Dance/Electronic Song   | نامزدشده |
| ۲۰۱۶ | "تکیه (ترانه)" (with میجر لیزر featuring مو (خواننده)) | Top Dance/Electronic Song   | برنده    |
| ۲۰۱۶ | خودش                                                   | Top Dance/Electronic Artist | نامزدشده |